# Anthericopsis sepalosa
Anthericopsis es un género monotípico con una única especie: Anthericopsis sepalosa Engl., perteneciente a la familia Commelinaceae. 
Es originario de Etiopía distribuyéndose hasta el sur de África tropical.

## Taxonomía
Anthericopsis sepalosa fue descrita por (C.B.Clarke) Engl. y publicado en Die Natürlichen Pflanzenfamilien Nachtr. 1: 69. 1897.
Sinonimia
- Aneilema sepalosum C.B.Clarke in A.L.P.P.de Candolle & A.C.P.de Candolle (1881).
- Gillettia sepalosa (C.B.Clarke) Rendle (1896).
- Anthericopsis fischeri Engl. (1895).
- Anthericopsis tradescantioides Chiov. ex Chiarugi (1951).[4]